# Englerina oedostemon
Englerina oedostemon är en tvåhjärtbladig växtart som först beskrevs av Danser, och fick sitt nu gällande namn av R.M. Polhill & D. Wiens. Englerina oedostemon ingår i släktet Englerina och familjen Loranthaceae. Inga underarter finns listade i Catalogue of Life.